# Little Mount
Der Little Mount oder Chinnamalai (Tamil: சின்னமலை Ciṉṉamalai [ˈtʃinːəˌmalɛi], „kleiner Berg“) ist ein kleiner Hügel in der indischen Stadt Chennai. Er beherbergt ein christliches Heiligtum, das dem Apostel Thomas geweiht ist. Der Little Mount gibt auch dem umliegenden Stadtviertel seinen Namen.

## Geografie und Verkehrsanbindung
Der Little Mount befindet sich am Südufer des Adyar-Flusses im Süden Chennais rund 12 Kilometer südwestlich des Stadtzentrums an der Grenze der Stadtteile Saidapet und Guindy. Der eigentliche Hügel ist komplett überbaut und hebt sich kaum von der Umgebung ab. Das Stadtviertel wird von der Anna Salai (Mount Road), der Hauptstraße Chennais, tangiert. Die 2016 in Betrieb genommene Metrostation Little Mount wird von der Blauen Linie der Metro Chennai bedient.

## Religiöse Bedeutung
Die lokale christliche Tradition verknüpft den Little Mount mit dem Apostel Thomas, der nach dem Tod Jesu nach Indien gekommen sein soll. Der Überlieferung nach soll Thomas in einer Höhle auf dem Little Mount gehaust haben, ehe er auf dem nahegelegenen St. Thomas Mount den Märtyrertod erlitt und an der Stelle der St. Thomas Basilica in Mylapore beerdigt wurde.
Auf dem Little Mount befindet sich ein römisch-katholisches Heiligtum, bestehend aus einer Kapelle, die im Jahr 1551 von den Portugiesen erbaut wurde, und einer modernen Rundkirche aus dem 20. Jahrhundert. Unterhalb der portugiesischen Kapelle befindet sich die Felshöhle, in der sich der heilige Thomas aufgehalten haben soll. Außerhalb der Höhle lassen sich die angeblichen Fußspuren Thomas’ im Fels besichtigen, sowie eine Quelle, deren Wasser Heilkraft nachgesagt wird, und ein angeblich vom heiligen Thomas in den Fels gehauenes Kreuz, an dem im 16. und 17. Jahrhundert ein Blutwunder stattgefunden haben soll.